# Sveriges läsambassadör
Sveriges läsambassadör är ett uppdrag för att främja barns läsande som initierats av Statens kulturråd (Kulturrådet). Uppdraget går till en författare som innehar det i två år, och den första som utsågs var Johan Unenge år 2011.
Vem som fått uppdraget presenteras vanligtvis på Bokmässan i Göteborg av Sveriges kulturminister. Åren 2019–2021 hade läsambassadören Bagir Kwiek fokus på minoriteten romer. Han efterträddes av Nioosha Shams, som hade fokus på ungdomslitteratur, flerspråkighet och modersmål.
Kulturrådet skapade företeelsen med inspiration från läsambassadörsmodeller från USA, Storbritannien, Irland och Australien. Läsambassadörens uppgift är att verka för att alla barn och unga ska få lika möjligheter att möta litteratur. Läsambassadören deltar i olika sammanhang och pratar om litteratur för barn och unga, och deltar även i det offentliga samtalet och debatten. Läsambassadören utses av en jury med representanter för litteratur- och biblioteksbranschen. Bakom utnämningen av den sjätte läsambassadören stod för första gången Läsrådet som är ett rådgivande organ inom Kulturrådet. Läsrådet inrättades av Sveriges regering 2021.

## Läsambassadörer
- 2011–2013 Johan Unenge[7]
- 2013–2015 Johanna Lindbäck[8]
- 2015–2017 Anne-Marie Körling[9]
- 2017–2019 Johan Anderblad
- 2019–2021 Bagir Kwiek[10]
- 2022–2024 Nioosha Shams[6]
- 2024–2026 Agnes Török[11]

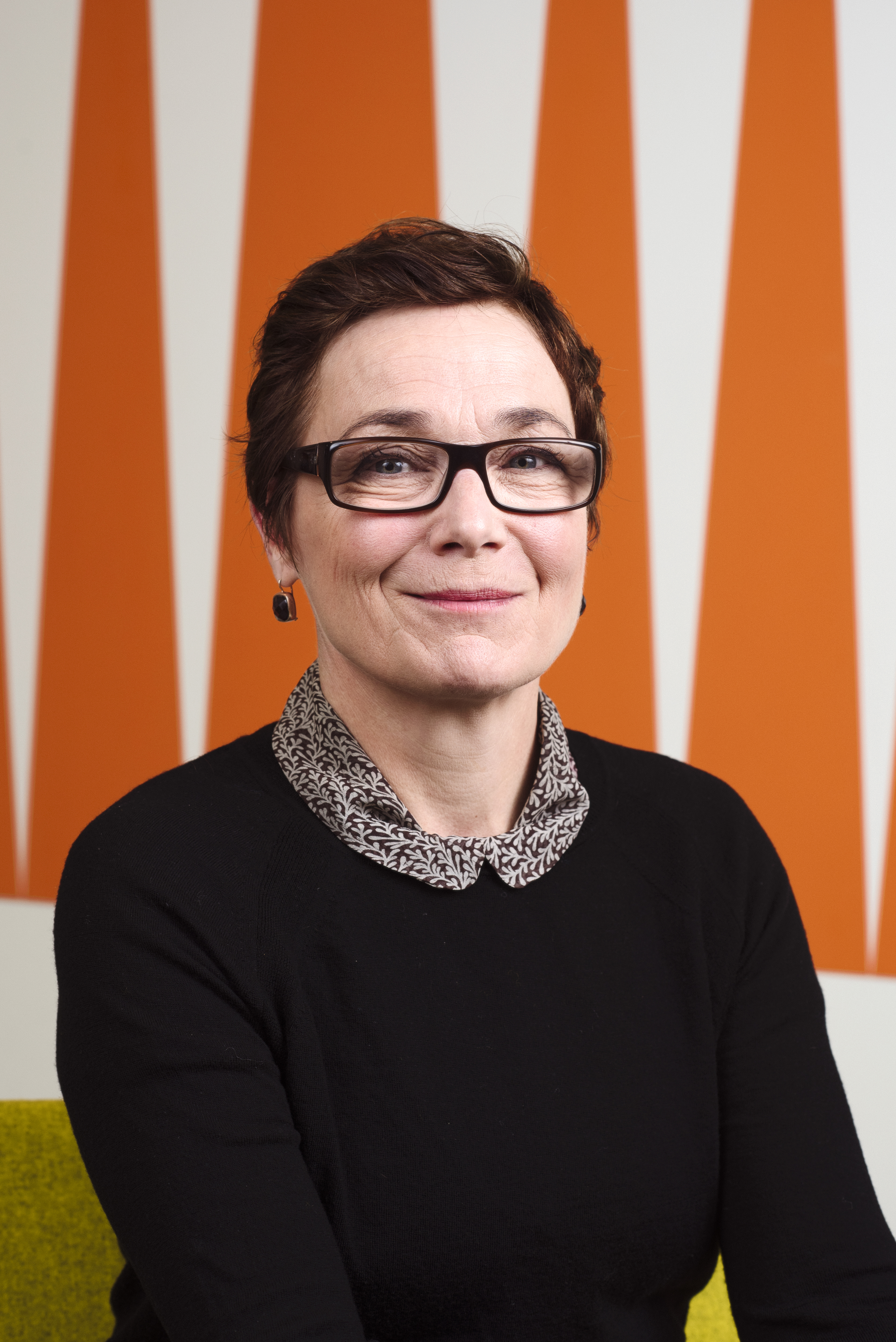
Anne-Marie Körling
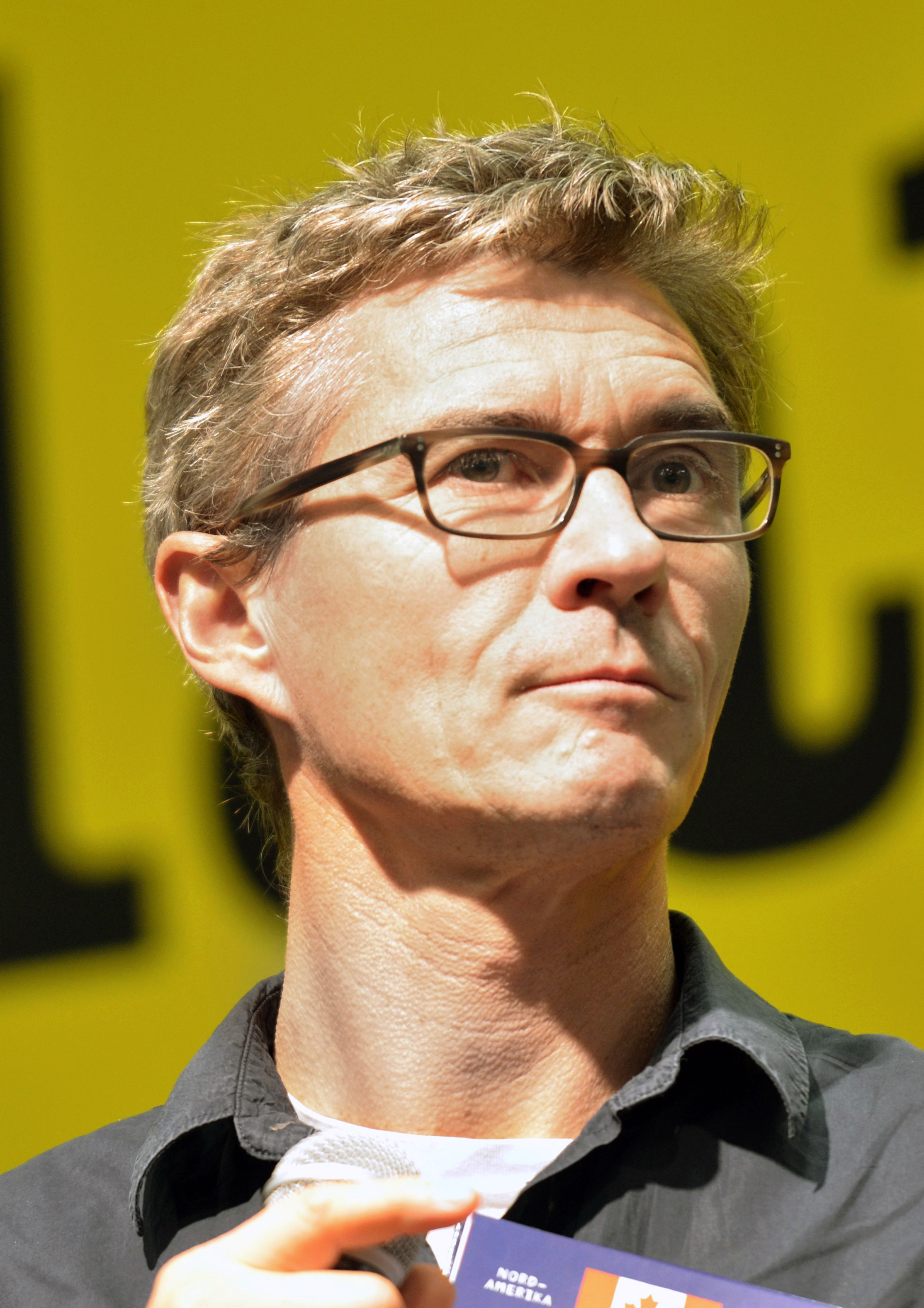
Johan Unenge
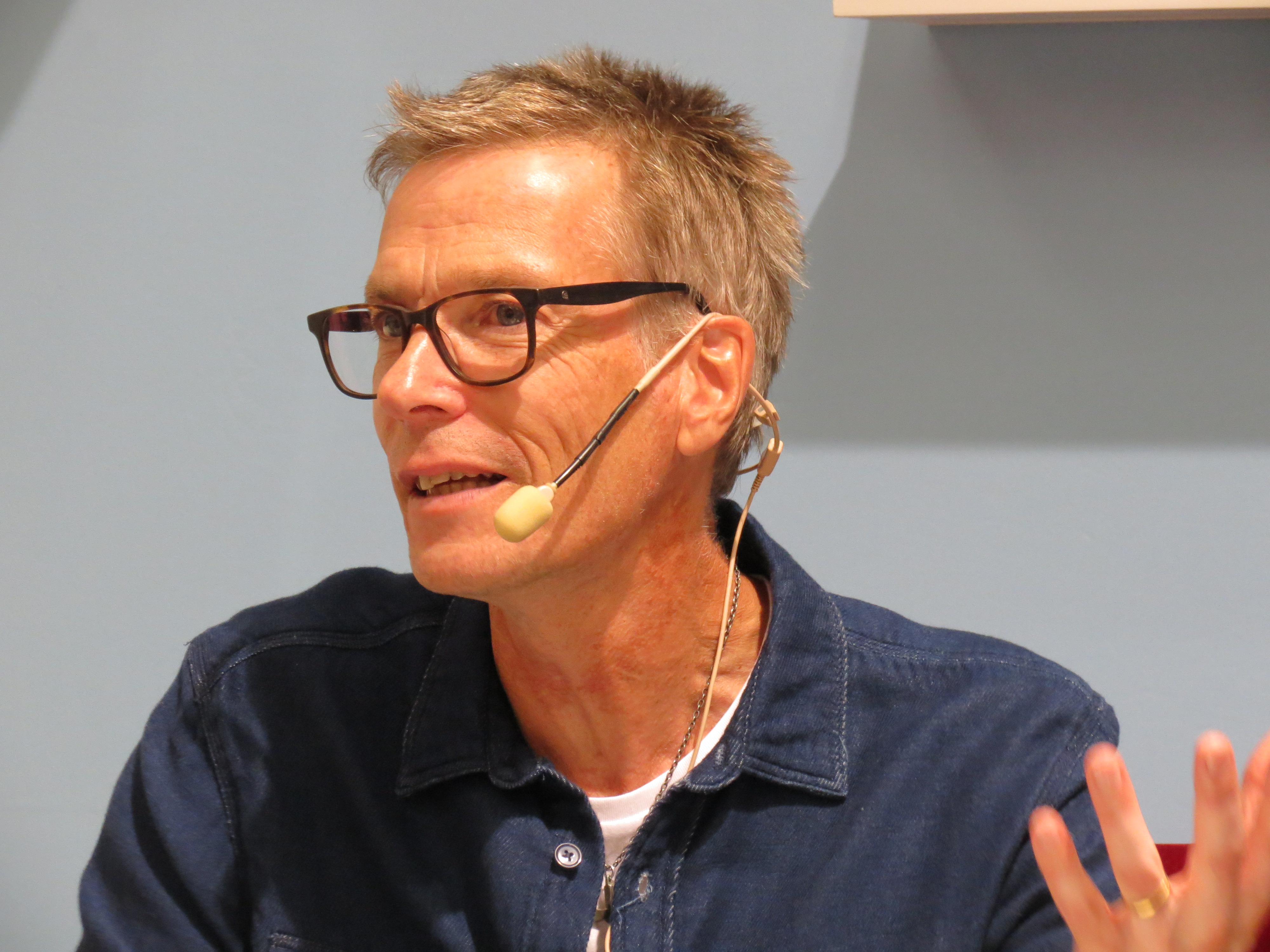
Johan Anderblad
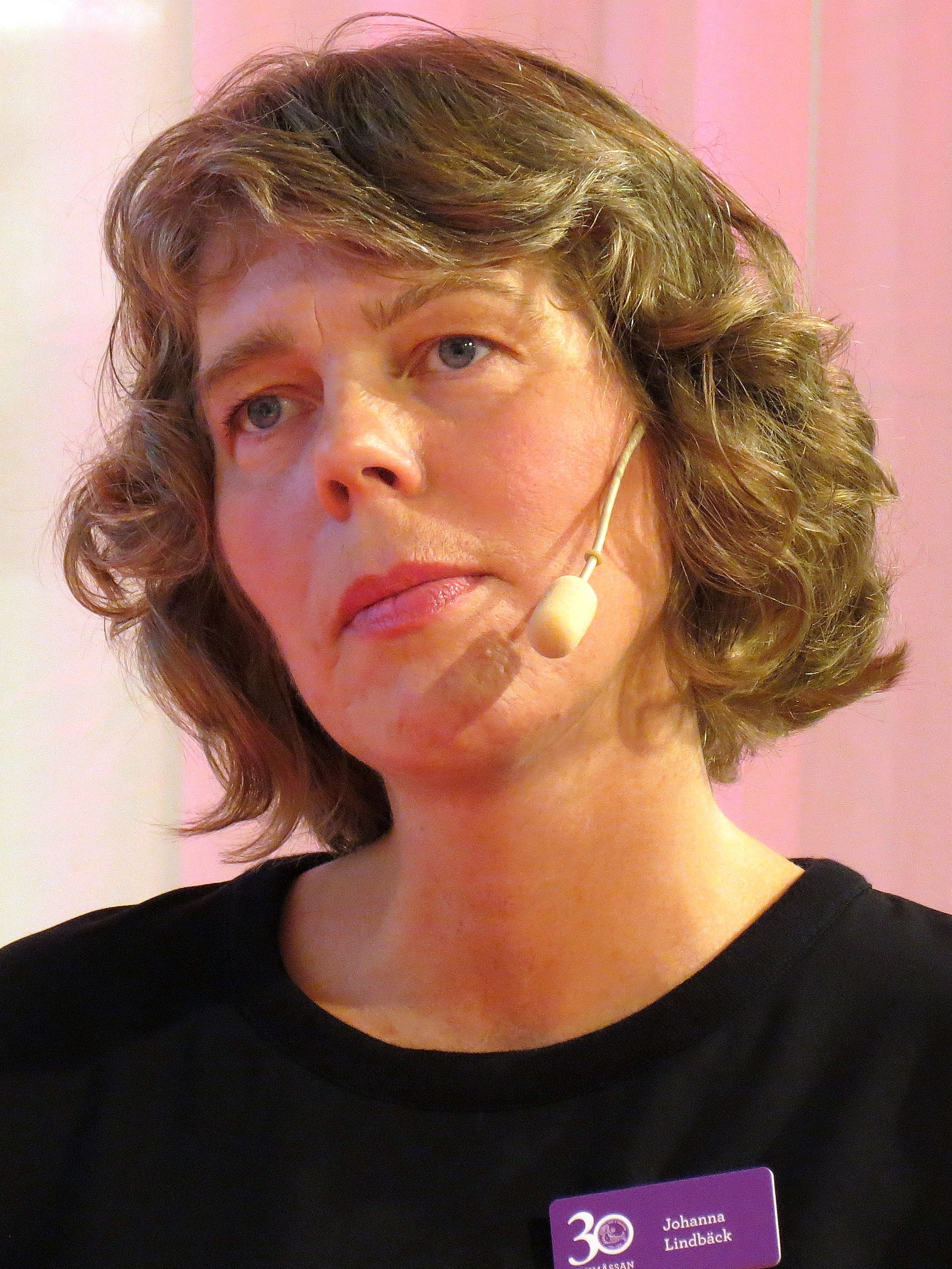
Johanna Lindbäck